# Preproga
Prepróga je navadno večji tekstilni izdelek, zlasti za pokrivanje tal. Izdelane so iz volne ali umetnih vlaken, kot je polipropilen, najlon ali poliester in običajno sestavljene iz vozlov, lahko pa tudi tkane.

## Izvor umetnosti vozlanih preprog
Raziskovanje zgodovine vozlanih preprog je precej novo. Prvi znani zapisi o tem so se pojavili pred okoli 120 leti. Prvo pomembnejšo študijo zgodovinskega razvoja vozlanih preprog je napisal F.R. Martin leta 1908. Raziskovalci izvora vozlanih preprog so sicer verjeli, da so bile starodavne civilizacije Egipčanov in Asircev prvi izdelovalci preprog. Leta 1949 je profesor Rudenko odkopaval v dolini Pazirik na območju Altaja v Sibiriji in v eni od grobnic odkril preprogo, katere starost ocenjujejo na 2500 let in se nahaja v muzeju v Sankt Petersburgu. Izvora ji ni mogoče določiti. Profesor Rudenko meni, da je pripadala Medijcem (170 pr.n.š. – 226 pr.n š.) ali pa starim Partom. Ulrich Schurmann meni, da je pripadala Azerbajdžancem, M. Dimond pa, da so vzorci značilni za Asirce in Ahamenide iz območja Irana. dr. Volkmar Gantzhorn razlaga, glede na podobnost z reliefi iz Perzepolisa, da preproga pripada Armencem.
Na območju Afganistana so našli ostanke 4500 let starih zgradb, ki so po tlorisu identične vzorcem s preprog, iz česar sklepajo, da so verjetno preproge izdelovali že davno prej.
Izdelovanje vozlanih preprog se je začelo razvijati pri nomadskih ljudstvih osrednje Azije in so verjetno nadgradnja tkanih preprog kilimov.,
Preproge omenja Biblija, Homer v Iliadi uporablja latinsko besedo tapetum, ki lahko označuje zaveso ali preprogo, Ovid opisuje grško tapiserijo v legendi o Arahneju. Ahmed ibn Hamid v 8. stoletju zapiše v svojem seznamu dajatev vladarju Al Mamunu, da morajo Armenci izročiti dvajset vozlanih preprog Bagdadskemu kalifu kot davek. Seldžuki so leta 1071 na področju današnje Armenije uničili velik del glavnih centrov izdelave preprog. Dwin, Shirvan in Tabriz so bila edina območja armenske kulture, kjer se je ohranila izdelava vse do poznega srednjega veka. Armensko ljudstvo se je zaradi Seldžukov razselilo v Grčijo, Anatolijo, Egipt, Sirijo, Perzijo in vse do Indije in Kitajske ter s seboj prineslo znanje o izdelavi preprog.

## Vrste preprog
Preproge delimo glede na: 
- geografsko okolje v katerem nastanejo in so poimenovane po kraju nastanka, lahko pa tudi po imenu ljudstva ali plemena;
- tehniko izdelave na vozlane preproge in nevozlane (tkane) – kilime; Obstaja več stilov vozlanja. Dve glavni vrsti vozlov so simetrični (imenovan tudi turški ali Ghiordes) in asimetrični (imenovani tudi Perzijski ali Senna).
- vrsto vzorca.

Klasične preproge so tiste, ki jih izdelujejo v mestih kot so Tabriz, Isfahan, Nain, Qum, Mašad, Kãšãn, Kerman, Ardabil, v Turkmenistanu, Uzbekistanu in drugih. Grafične predloge (perzijsko: talim) omogočajo izdelavo več enakih vzorcev. Ti praviloma predstavljajo rože, arabeske, živali, vrtove, lovske prizore in razne upodobitve iz perzijske mitologije. Razcvet izdelave preprog v Perziji je bilo 16. stoletje v času dinastije Safavidov.
Nomadske preproge so vozlane preproge, ki nastajajo pri perzijskih nomadskih ljudstvih. Iz njih veje tradicija, mojstrstvo pri izdelavi in smisel za estetiko. Mnogi še dandanes sami strižejo volno, predejo, barvajo in jo perejo v rekah. Med njimi najdemo prave umetnine. Nomadske preproge so narejene po spominu, motivi in vzorci se prenašajo z izročilom od matere na hčere, redkeje uporabljajo poenostavljene grafične predloge. Uporabljajo tako ležeče kot pokončne statve.
Kilimi so tkane preproge. Obstaja več kot dvajset različnih načinov prepletanja niti. Zaradi tkanja so lažje od preprog in jih uporabljajo tudi za zavese, prte, pregrinjala, tapiserije, in podobno. So starejše kot vozlane preproge, njihova prvinskost pri strukturi in motivih se je ohranila vse do danes. Tkane preproge so znane predvsem v Indiji, Pakistanu in Arabiji.
Antik imenujemo preproge, ki so že dosegle ali se bodo kmalu stare sto let. Dobro ohranjene imajo veliko vrednost.
Ekskluzivne preproge presegajo standarde pri njihovi izdelavi kot so nadstandardna velikost, nadpovprečno število vozlov in uporabljenih dragih materijalih (svila, pozlačene ali posrebrene niti, z vpletenimi dragulji, ...).
Poleg navedenih se v novejšem obdobju izdeluje tudi industrijsko narejene tekstilne obloge za tla iz klobučevine, ki so uporabne v hotelih ali restavracijah, kjer je veliko prometa.
Sodobni centri proizvodnje talnih oblog so: Lahore in Pešavar (Pakistan), Kašmir (Indija/Pakistan), Bhadohi, Tabriz (Iran), Afganistan, Azerbajdžan, Turčija, Severna Afrika, Nepal, Španija, Turkmenistan in Tibet. V Turkmenistanu imajo vzorce preprog celo v državni zastavi.

## Vzorci preprog
Osnovna razdelitev preprog glede na vzorce temelji na tem ali so motivi upodobljeni oziroma sestavljeni z ravnimi ali zavitimi črtami. Gre za geometrijske in cvetlične vzorce. Bistvena razlika je v finosti in majhnosti s tem pa število uporabljenih vozlov.
Vrste vzorcev se delijo na tri večje skupine: univerzalni, geometrijski in cvetlični vzorci.

## Materiali
Volna (perzijsko: pašm) je najbolj razširjen material za izdelavo preprog. Na lastnosti volne vplivajo pasma ovce, klima, nadmorska višina paše (ovce, ki živijo na višjih legah imajo več maščobe (lanolina) v vlaknih volne) in letni čas striženja (jesen ali pomlad). Najfinejša volna je z vratu jagnjet (kork) strižena jeseni. Iran ima zadosti svojo prvovrstno volno, Indija in Pakistan uvažata novozelandsko volno.
Bombaž se uporablja za osnovne prečne in vzdolžne niti skozi katere vozlajo volno ali svilo. Včasih so uporabljali volno tudi za osnovo, a jo je izpodrinil bombaž, ker je bolj trden. Redkeje uporabljajo konjsko žimo ali kozjo dlako.
Konjsko žimo in kozjo dlako uporabljajo predvsem perzijski nomadi, Baluči in Turkmenci. Običajno je spodnja osnovna struktura preproge ali stranski rob. Uporaba žal izumira zaradi poceni bombaža. Stara ljudstva so verjela, da svetlikajoča žima ali dlaka na robovih preproge odganja škorpijone, kače, pajke in podobne stvore.
Svila je sestavina najfinejših preprog. Domovina svile je Kitajska, pridobivajo pa jo tudi na severu Irana v pokrajinah Mazanderan in Gilan. S svilo izdelujejo preproge v mojstrskih delavnicah mest kot so Ghom, Isfahan, Tabriz.
Kamelja dlaka se uporablja le za izdelavo tkanih preprog - kilimov in to predvsem na vzhodu Irana. Običajno ni barvana in je svetlo do temno rjave barve.
Sistetični materiali so poliamidi (najloni) in polipropilen. Najlon je najpogostejši material za izdelavo sodobnih preprog. Je trpežen, se lahko tiska in ga je enostavno čistiti. Polipropilen se uporablja za izdelavo preje, ker je poceni. Pogosto se uporablja za izdelavo berberskih preprog. Je trpežen in odporen na madeže. Za izdelavo talnih oblog se uporabljajo tudi različni poliestri.

## Pripomočki in orodja
Osnova za izdelavo preprog so statve. Poleg teh pa za izdelavo uporabljajo še glavnik, nož s kaveljčkom in škarje. Z nožem odrežejo nit, potem ko naredijo posamezen vozel. S pomočjo kaveljčka lažje potegnejo nit med osnovnimi nitmi. Z glavnikom tolčejo vozle navzdol, da zagotovijo večjo trdnost. Obstajajo različne vrste glavnikov za različno fine preproge. S škarjami postrižejo končane vrste vozlov.

## Barvila
Do konca 19.stoletja so bila v uporabi le naravna barvila, ki so se delila po izvoru na rastlinska, živalska in mineralna. Danes so anorganske barve na osnovi kroma zelo kvalitetne in jih je komaj nemogoče ločiti od naravnih barvil. V uporabi so naslednja barvila:
- rastlinska barvila:
  - modra – barvilna silina ali oblajst (''Isatis tinctoria''), indigovec (Indigofera tinctoria)
  - rumena - žafran, ruj (Cotinus), kurkuma, rabarbara, lupina čebule, rumeni katanec, rujevina (Rhus typhina)
  - rdeča – korenina broča, mak, češnja, lubje žižola (Ziziphus zizyphus), korenine vrtnic
  - oranžna – kana, lubje slive, korenine raznih trav
  - zelena – listje oljk in oreha, sladka vijolica, mešanje indigo in rumene barve
  - rjava in črna  - čaj, tobak, lubje oreha, listje divje oljke
- mineralna barvila:
  - bela – apnenec
  - rumena, rjava, rdeča – hematit (okra)
  - črna – mangan
  - rdeča – cinober
  - zelena – malahit
  - modra – azurit, lapis lazuli
- barvila živalskega izvora: večinoma razni insekti (npr. košeniljka)

## Preproge po svetu

### Afganistan
Afganistanska preproga je vrsta ročno tkane talne obloge iz tekstila tradicionalno izdelana v Afganistanu. Večinoma jih tkejo v severnem in zahodnem Afganistanu, v različnih etničnih skupinah, predvsem pa Turkmenci. Ena najbolj eksotičnih in prepoznavnih orientalskih preprog je Shindand ali Adraskan (imenovana po lokalnih afganistanskih mestih), tkane v provinci Herat v zahodnem Afganistanu. Druge so beludžistanske preproge, predvsem molilne preproge, ki jih izdelujejo v jugozahodnem delu države. Preproge so srednje velikosti. Uporabljajo številne vzorce in barve, tradicionalen in najbolj tipičen lik je osmerokotna slonova noga (Buhara), pogosto z rdečim ozadjem.

### Armenske preproge
Armenske preproge so poznali tujci, ki so potovali po provinci Arcah (Gorski Karabah). Arabski geograf in zgodovinar Al- Masudi je ugotovil, da med drugimi umetniškimi deli, še nikdar ni videl takšnih preprog.
Umetnostni zgodovinar Hravard Hakobyan ugotavlja, da "preproge iz Arcaha zavzemajo posebno mesto v zgodovini izdelovanja preprog". Skupne teme in forme so bile upodobitve zmajev in orlov. Bile so različne po slogu, bogate z barvnimi okrasnimi motivi, ločili pa so jih v skupine glede na to, kakšne vrste živali so bile upodobljene na njih (arcvagorgs - preproga z orli, višapagorgs - preproga z zmaji in ocagorgs - serpentinaste preproge). Preproga je navedena v napisih Kaptavan sestavljenih iz treh lokov, 'pokrite z vegetativnimi okraski' in spominja na iluminirane rokopise izdelane v Arcahu.
Umetnost tkanja preprog je bila tesno povezana z izdelavo zaves, kot je razvidno iz odlomka armenskega zgodovinarja Kirakosa Gandzaketsija iz 13. stoletja iz Arcaha, ki hvali Arzu - Hatun, ženo regionalnega princa Vahtanga Hačenacija, in hčer za njuno strokovno znanje in spretnost tkanja.

### Indijske preproge
Izdelava preprog je bila verjetno znana že v 11. stoletju s prihodom prvih muslimanskih osvajalcev, Gaznavidov in Gaurisov od zahoda. Z večjo gotovostjo je mogoče ugotoviti začetek z dinastijo Mogulov v zgodnjem šestnajstem stoletju, ki je bila naslednica Timurja, ki je prišel iz Kabula v Indijo. Pod pokroviteljstvom Mogulov so indijski obrtniki sprejeli perzijske metode in modele. Za preproge tkane v Pandžabu so uporabljali motive in dekorativne stile mogulske arhitekture.
Akbar, mogulski cesar je uvedel umetnost tkanja preprog v Indiji v času njegove vladavine. Perzijske preproge so krasile kraljeve dvorce in palače. V tem obdobju je pripeljal perzijske obrtnike v Indijo. Sprva so preproge kazale klasični perzijski slog finega vozlanja. Postopoma se je pomešal z indijsko umetnostjo. Tako so preproge postale značilno indijske in se razširile po vsej podcelini.
Indijske preproge so znane po svojih modelih, pozornosti do detajlov in predstavitev realnih atributov ter po veliki gostoti vozlov. Središča izdelave so Kašmir, Jaipur, Agra in Bhadohi.

### Pakistanske preproge
Umetnost tkanja so v južni Aziji razvili sočasno z nekaj drugimi civilizacijami. Pri izkopavanjih v krajih Moenjodaro in Harappa - starodavni mesti v dolini Inda - so našli široko paleto tkanih materialov. Nekateri zgodovinarji menijo, da je civilizacija v dolini Inda prva razvila tkanje. Zagotovo pa so s tkanjem preprog v večjem obsegu začeli v enajstem stoletju s prihodom prvih muslimanskih osvajalcev, afganistanskih Gaznavidov in Gauridov in kasneje v 16. stoletju pod Mogulsko dinastijo.
Danes so ročno vozlane preproge med vodilnimi pakistanskimi izvoznimi izdelki, njihova proizvodnja predstavlja drugo najbolj razširjeno obrt in malo industrijo. Pakistanski vzorci na preprogah so galebi, medaljoni, paisley, traceries in geometrijskih likov v različnih kombinacijah.

### Perzijske preproge
Perzijska preproga je del perzijske (iranske) umetnosti in kulture. Ta umetnost v Perziji sega v bronasto dobo.
Najstarejši ohranjeni korpus perzijskih preprog je iz časov dinastije Safavidov (1501-1736) v 16. stoletju. Vendar pa upodobitve kažejo na daljšo zgodovino proizvodnje. Pogosti motivi so vinske vitice, arabeske, palmete, medaljoni in geometrijski vzorci, ne pa tudi in živalski vzorci alu upodobitev človeka. To je zato, ker je islam prevladujoča religija v tem delu sveta in prepoveduje njihovo upodabljanje. Vseeno pa je na nekaterih videti prizore lova ali slavja. Večina preprog je iz volne ali svile. Nekaj najstarejših primerov je ohranjenih in so bile proizvedene v Kashanu.
Iranske preproge so najboljše na svetu in njihove modele posnemajo tudi tkalci iz drugih držav. Iran je tudi največji svetovni proizvajalec in izvoznik ročno izdelanih preprog in predstavlja tri četrtine celotne svetovne proizvodnje. Iran je tudi ustvarjalec največje ročno izdelane preproge v zgodovini, ki meri 5630 m².

### Turške preproge
Turške preproge (znan tudi kot Anatolske), bodisi ročno vozlane ali tkane, so med najbolj znanimi ročno izdelanimi umetniškimi deli na svetu. Verske, kulturne, okoljske, družbeno politične in socialno-ekonomske razmere so v zgodovini ustvarjale pogoje za umetniški navdih mnogih plemenskih ljudstev in etničnih skupin v Srednji Aziji in Turčiji. Prebivalci (nomadi ali duhovniki, kmetje in meščani, ki so živeli bodisi v šotorih ali v razkošnih hišah v velikih mestih, so se zaščititi pred hladnim vremenom s pokrivanjem tal, sten in vrat s preprogami in talnimi oblogami. Preproge so vedno ročno izdelana iz volne, včasih iz bombaža, z občasnimi dodatki svile. Turške preproge in kilimi so prav tako pogosto uporabljali kot šotorski okras, kot torbe za žito, vreče za kamele in osle, blazine na tleh, za prekrivanje kavčev, postelj in blazin, za odeje, zavese, namizna pregrinjala, molilne preproge in ob slavnostnih priložnostih.
Najstarejši zapisi o ravno tkanih kilimih prihajajo iz Çatal Höyüka neolitske keramike, okoli 7000 pr. n. št. Eno najstarejših naselij kadarkoli odkrito, Çatalhöyük, je jugovzhodno od Konya v sredini anatolske regije. Izkopavanja do danes (samo 3% mesta) so pokazala ne samo zoglenele tkanine ampak tudi koščke kilimov naslikanih na stenah nekaj stanovanj. Večina od njih predstavljajo geometrijske in stilizirane oblike, ki so podobne ali enake drugim zgodovinskim in sodobnim vzorcem.
Vozlane preproge so se razširile v Azijo in na Bližnji vzhod s širitvijo različnih nomadskih plemen v obdobju velikih turških migracij v 8. in 9. stoletju.
Znane so upodobitve v evropskih slikah iz časa renesanse, ko so bile lepe anatolske preproge uporabljene in so označevale velik gospodarski in družbeni status lastnika.
Ženske se učijo tkalske spretnosti že v zgodnjem otroštvu, saj potrebujejo za izdelavo vozlane preproge ali tkanega kilima več mesecev ali celo let. Kot velja v večini kultur je tkanje tradicionalno in skoraj izključno domena žensk in deklet.

### Turkmenske ("buharske") preproge
Turkmenistanska preproga je vrsta ročno izdelane tekstilne talne obloge s tradicionalnim poreklom v Srednji Aziji. Potrebno je razlikovati med prvotnimi turkmenistanskimi plemenskimi preprogami in danes proizvedenimi v velikem številu za izvoz, predvsem v Pakistan in Iran. Izvirne turkmenistanske preproge so proizvedene v turkmenistanskih plemenih, najdemo pa jih tudi v Afganistanu in Iranu. Preproge se uporabljajo za različne namene, kot šotorske preproge, zavese za vrata in vrečke različnih velikosti.

### Azerbajdžanske preproge
V novembru 2010 je bila azerbajdžanska preproga razglašena za mojstrovino nesnovne dediščine UNESCO. Azerbajdžanske preproge so tradicionalno ročno izdelani tekstilni izdelki različnih velikosti, z gosto teksturo in številnimi vozli na majhni površini, katerih vzorci so značilni za posamezne regije. Izdelava preprog je družinska tradicija in se prenaša ustno in s prakso.
Rezultati arheoloških izkopavanj v Azerbajdžanu so potrdili tradicijo tkanja preprog že v antičnih časih. V kraju Gultapin su odkrili orodje za tkanje preproga, ki segajo v 4. - 3. tisočletje pred našim štetjem. Zgodovina preprog je razdeljena na štiri glavna obdobija:
- Obdobje I - zgodnja faza razvoja preprog. Preproga je zelo preprosta, brez motivov in vzorcev. Pojavijo prvi vzorci palas in jejim.
- Obdobje II - uvedba tkanja kilim.
- III obdobje - tkanje vzorcev shadda, verni, sumakh, zili. Obdobje enostavnih in kompleksnih tehnik tkanja.
- IV obdobje - uvedba vozlanja. Ta faza šteje za vrhunec tehnične in umetniške izdelave preprog.

## Orientalske preproge v Evropi
Orientalske preproge so se začele pojavljati v Evropi po križarskih vojnah v 11. stoletju. Do sredine 18. stoletja so se večinoma uporabljale na stenah in mizah. Razen v kraljevskih ali cerkvenih okoljih so bile po njihovem mnenju preveč dragocene za pokrivanje tal. V začetku 13. stoletja so se orientalske preproge začele pojavljati v slikah (predvsem v Italiji, Flandriji, Angliji, Franciji in na Nizozemskem). Preproge indo-perzijske zasnove so prinesli v Evropo prek nizozemskih, britanskih, francoskih in Vzhodno-indijske trgovske družbe v 17. in 18. stoletju.

### Skandinavske preproge
Skandinavija ima dolgo in bogato tradicijo izdelave preprog. Preproge so ročno izdelane in tkane, ki so jih stoletja izdelovali obrtniki v skandinavskih državah (Norveški, Finski, Danski in Švedski) in so pogosto igrale pomembno kulturno vlogo. Sodobne skandinavske preproge, še posebej švedske, so med najbolj iskanimi v današnjem svetu, predvsem zaradi oblikovalcev, kot je Marta Maas - Fjetterstrom. Zgodba o skandinavskih preprogah je ključnega pomena v kulturi Skandinavije, saj razkriva veliko estetskih in družbenih konvencij te regije.

### Španske preproge
Čeprav osamljeni primeri proizvodnje preprog pred muslimansko invazijo v Španiji, so primeri Hispano - Mavar pomemben člen evropske izdelave preprog. Listinski dokazi kažejo, da je začetek proizvodnje v Španiji sega v 10. stoletje n. št. Najzgodnejše Hispano - Mavar preproge in Admiral preproge (znan tudi kot grbovne preproge) imajo geometrične vzorce prekinjene z grbi krščanskih plemiških španskih družin. Proizvodnja preprog se je nadaljevala po osvoboditvi Španije izpod muslimanskih zavojevalcev v 15. stoletju in 16. stoletju. Dva izmed najbolj priljubljenih motivov so bili venci in granatna jabolka. Med mavrsko (muslimansko) zasedbo je proizvodnja potekala v Alcarazu v pokrajini Murcia, manj v drugih krajih. Cuenca, kjer je bilo prvič zabeleženo tkanje v 12. stoletju, je postala vse bolj pomembna in je bila dominantna v 17. in začetku 18. stoletja. Preproge na osnovi različnih francoskih vzorcih so začeli tkati v kraljevski delavnici Real Fabrica de Tapices de Santa Barbara v Madridu v 18. stoletju. Madrid je ostal središče tkalstva vse do 20. stoletja.

### Bolgarske preproge
Preproga Čiprovci (Чипровци килим) je vrsta ročno izdelane preproge z dvema popolnoma identičnima stranema in je del bolgarske nacionalne dediščine, tradicije, umetnosti in obrti. Ime izhaja iz mesta Čiprovci, kjer se je proizvodnja začela v 17. stoletju. Tkanje preprog je igralo ključno vlogo pri oživljanju Čiprovcija v letu 1720 po opustošenju leta 1688 zaradi vstaje proti otomanski oblasti. Zahodni popotnik Ami Boue, ki je obiskal Čiprovci v letih 1836-1838 poroča, da se "predvsem mlada dekleta, po zavetiščih ali na hodnikih, ukvarjajo s tkanjem preprog. Zaslužijo le pet frankov na mesec, plačilo pa je bilo prej še nižje". Leta 1896 je letna proizvodnja preprog v Čiprovciju presegla 14.000 kvadratnih metrov. Okoli 1.400 žensk se je ukvarjalo s tkanjem preprog. Leta 1920 so domačini ustanovili zadrugo za Ročno delo na tkanju preprog, prvo te vrste v državi. Industrija preprog (Kilim) ostaja prevladujoča v mestu, se pa v zadnjih desetletjih zmanjšuje. Preproge so bile cenjene na razstavah v Londonu, Parizu, Liègeu in Bruslju.

### Francoske preproge
Leta 1608 je Henrik IV. ukazal francosko produkcijo preprog v turškem slogu pod vodstvom Pierra DuPont. Proizvodnja se je kmalu preselila v tovarno SAVONNERIE v Chaillot zahodno od Pariza. Pod vodstvom Simona Lourdeta so preproge izdelovali v zgodnjih letih vladanja Ludvika XIV. Bile so gosto okrašene s cvetjem, včasih v vaze ali košarah, na temno modre ali rjavi osnovi. Motivi so temeljili na nizozemskih in flamskih slikah in tekstilu. Najbolj znane savonnerijske preproga so serija narejena za Grande Galerie in Galerie d' Apollon v Palais du Louvre okoli 1665-1685. Teh 105 mojstrovin, narejenih pod umetniškim vodstvom Charles Le Bruna, nikoli ni bilo nameščenih, ko je Louis XIV. preselili dvor v Versailles leta 1688. Njihova zasnova združuje bogate liste akanta, arhitekturne kompozicije in mitološke prizore (ki jih je navdihnila ikonografija Cesare Ripa) z emblemi kraljeve oblasti Ludvika XIV.
Pierre- Josse Perrot je bil najbolj znan oblikovalec preprog sredi osemnajstega stoletja. Njegova številna ohranjena dela in risbe kažejo ljubke rokokojske S-spirale, rozete, školjke, liste akanta in cvetno bohotenje. Tovarno SAVONNERIE so preselili v tovarno Gobelins v Parizu leta 1826.
Tovarna Beauvais, bolj znana po svojih tapiserijah, je tudi izdelovala vozlane preproge v letih 1780-1792. Proizvodnja preprog v manjših, zasebnih delavnicah v mestu Aubusson se je začela leta 1743. Preproge, proizvedene v Franciji uporabljajo simetrični vozel.